# John Carl Flügel
Pour les articles homonymes, voir Flügel.
John Carl Flügel est un psychologue et psychanalyste britannique né le 13 juin 1884 à Liverpool, et mort le 6 août 1955 à Londres. 

## Biographie
John Carl Flügel naît à Liverpool, fils d'un marchand d'origine allemande, Karl Rudolf Dietrich Flügel et de Mary née Eccles, qui est anglaise. Il reçoit une éducation privée, pour des raisons médicales, puis s'inscrit en 1902 au Balliol College, d'Oxford, dont il est diplômé en Literae Humaniores en 1906. Il suit les cours du psychologue William McDougall et se lie avec Cyril Burt. Il fait un séjour d'étude à Wurtzbourg, où il suit les cours d'Oswald Külpe, puis poursuit ses études à Oxford, où il bénéficie d'une bourse d'études. En 1909, il est nommé assistant de Charles Spearman au laboratoire de psychologie de l'University College de Londres, où il effectue le reste de sa carrière universitaire, devenant maître de conférences en psychologie expérimentale en 1929 jusqu'à sa retraite en 1944 et restant fellow de l'université jusqu'à sa mort. 
John Flügel est connu comme étant le seul psychologue de son époque à avoir établi un pont entre la psychologie universitaire et la psychanalyse,. Son intérêt pour la psychanalyse se manifeste après son mariage, en 1913, avec Sofie Mabel Ingeborg Klingberg, psychanalyste elle aussi. Il participe en 1913 à la fondation de la London Psychoanalytical Society avec Ernest Jones, puis à la création de la Société britannique de psychanalyse en 1919. Il est secrétaire de l'Association psychanalytique internationale de 1919 à 1924 et éditeur adjoint de l'International Journal of Psychoanalysis.
Il meurt à Londres le 17 août 1955.

## Activités de recherche et éditoriales
Il publie en 1921 Psycho-Analytic Study of the Family. Ses intérêts sont éclectiques : il publie notamment des contributions sur le mouvement espérantiste, le roi Henri VIII, l'opéra wagnérien Tannhäuser. 
Dans son livre The Psychologie of the clothes, publié en 1930, il a travaillé sur le phénomène qu'il nomme Grande Renonciation masculine, selon lequel le vêtement masculin, à la fin du XVIIIe siècle, renonce aux formes brillantes, raffinées, laissées dorénavant au seul vêtement féminin, les hommes renonçant ainsi à la coquetterie.

## Distinctions
- 1932-1935 : président de la British Psychological Society
- 1950 : président de la section psychologique de la British Medical Association

## Publications
- The Psycho-Analytic Study of the Family (1921)
- Practice, Fatigue, and Oscillation (1928)
- Studies in Feeling and Desire (posthume, 1955)